# Hohhot
| Mongolische Bezeichnung            | Mongolische Bezeichnung |
| ---------------------------------- | ----------------------- |
| Mongolische Schrift:               | ᠬᠥᠬᠡᠬᠣᠲᠠ                |
| Transliteration:                   | kökeqota                |
| Offizielle Transkription der VRCh: | Hohhot                  |
| Kyrillische Schrift:               | Хөх хот                 |
| ISO-Transliteration:               | Hôh hot                 |
| Transkription:                     | Chöch chot              |
| Aussprache in IPA:                 | [χoχ χɔt]               |
| Andere Schreibweisen:              | Huhehot                 |
| Chinesische Bezeichnung            |                         |
| Traditionell:                      | 呼和浩特市              |
| Vereinfacht:                       | 呼和浩特市              |
| Pinyin:                            | Hūhéhàotè Shì           |
| Wade-Giles:                        | Hu-ho-hao-t’ê Shih      |

Hohhot (mongolisch ᠬᠥᠬᠡᠬᠣᠲᠠ, chinesisch 呼和浩特, Pinyin Hūhéhàotè) ist die Hauptstadt des Autonomen Gebietes Innere Mongolei in der Volksrepublik China. Der Name der Stadt ist mongolisch und bedeutet Blaue Stadt; die chinesische Übersetzung (青城 = „blaue/grüne/azurne/reine Stadt“) lässt jedoch auch andere Farben zu, daher erklärt sich die teilweise genutzte Bezeichnung Grüne Stadt seitens der Chinesen.
Das Verwaltungsgebiet der Stadt Hohhot hat eine Gesamtfläche von 17.186 km² und 3,45 Millionen Einwohner (Volkszählung 2020). Daraus ergibt sich eine Bevölkerungsdichte von 201 Einwohnern je km².

## Administrative Gliederung
Auf Kreisebene setzt sich Hohhot per Ende 2018 aus vier Stadtbezirken, vier Kreisen und einem Banner zusammen. Diese sind:
- Stadtbezirk Huimin (回民区 = „Stadtbezirk der Hui“), 175 km², 220.000 Einwohner;
- Stadtbezirk Xincheng (新城区 = „Neustadt“), 700 km², 320.000 Einwohner;
- Stadtbezirk Yuquan (玉泉区 = „Jadequelle“), 213 km², 190.000 Einwohner;
- Stadtbezirk Saihan (赛罕区), 1.013 km², 360.000 Einwohner;
- Kreis Togtoh (托克托县), 1.313 km², 200.000 Einwohner, Hauptort: Großgemeinde Shuanghe (双河镇);
- Kreis Wuchuan (武川县), 4.885 km², 170.000 Einwohner, Hauptort: Großgemeinde Hoho Ereg (可可以力更镇);
- Kreis Horinger (和林格尔县), 3.401 km², 190.000 Einwohner, Hauptort: Großgemeinde Chengguan (城关镇);
- Kreis Qingshuihe (清水河县), 2.859 km², 140.000 Einwohner, Hauptort: Großgemeinde Chengguan (城关镇);
- Linkes Tumed-Banner (土默特左旗), 2.712 km², 350.000 Einwohner, Hauptort: Großgemeinde Qasq (察素齐镇).

Dazu kommen zwei Industriegebiete, die direkt der Stadtregierung unterstellt sind.

## Ethnische Gliederung
Hier die ethnische Gliederung der Gesamtbevölkerung Hohhots zum Stand 2000:
| Name des Volkes | Einwohner | Anteil  |
| --------------- | --------- | ------- |
| Han             | 2.115.888 | 88,42 % |
| Mongolen        | 204.846   | 8,56 %  |
| Hui             | 38.417    | 1,61 %  |
| Mandschu        | 26.439    | 1,10 %  |
| Daur            | 2.663     | 0,11 %  |
| Koreaner        | 1.246     | 0,05 %  |
| Miao            | 443       | 0,02 %  |
| Tibeter         | 422       | 0,02 %  |
| Ewenken         | 377       | 0,02 %  |
| Yi              | 367       | 0,02 %  |
| Zhuang          | 327       | 0,01 %  |
| Sonstige        | 1.460     | 0,06 %  |

## Geschichte
Die Stadt wurde um 1580 von Altan Khan gegründet und wurde später Hauptstadt der chinesischen Provinz Suiyuan. Die Chinesen nannten sie bis 1954 Guisui (歸綏 Guīsuī), ein Akronym, das sich aus den Anfangszeichen der beiden Stadtteile Guihua (歸化) und Suiyuan (綏遠) zusammensetzte.

## Klima
|                       | Jan   | Feb   | Mär  | Apr  | Mai  | Jun  | Jul  | Aug  | Sep  | Okt  | Nov  | Dez   |   |     |
| Mittl. Tagesmax. (°C) | −5,4  | −1,3  | 6,6  | 15,8 | 23,1 | 27,0 | 28,2 | 26,1 | 20,8 | 14,1 | 4,1  | −4,0  | ⌀ | 13  |
| Mittl. Tagesmin. (°C) | −17,9 | −14,3 | −6,1 | 1,2  | 7,8  | 12,6 | 15,8 | 14,3 | 7,7  | 0,8  | −7,5 | −15,5 | ⌀ | −0  |
|                       |       |       |      |      |      |      |      |      |      |      |      |       |   |     |
| Niederschlag (mm)     | 3     | 5     | 9    | 17   | 25   | 43   | 96   | 128  | 46   | 23   | 6    | 1     | Σ | 402 |
|                       |       |       |      |      |      |      |      |      |      |      |      |       |   |     |
| Regentage (d)         | 2     | 3     | 4    | 5    | 7    | 8    | 13   | 13   | 8    | 5    | 2    | 2     | Σ | 72  |

| −17,9 |

| −14,3 |

| −6,1 |

| 1,2 |

| 7,8 |

| 12,6 |

| 15,8 |

| 14,3 |

| 7,7 |

| 0,8 |

| −7,5 |

| −15,5 |

| −17,9 |

| −14,3 |

| −6,1 |

| 1,2 |

| 7,8 |

| 12,6 |

| 15,8 |

| 14,3 |

| 7,7 |

| 0,8 |

| −7,5 |

| −15,5 |

## Sehenswürdigkeiten
- Museum der Inneren Mongolei mit über 44.000 Objekten zur ethnischen Geschichte[3]
- Museum für Traditionelle Mongolische Medizin, dieses beinhaltet auch eine Forschungseinrichtung der medizinischen Hochschule der Inneren Mongolei[4]
- Grabmal von Wang Zhaojun, die als eine der vier schönsten Frauen des alten Chinas gilt[5]
- Fünf-Pagoden-Tempel, der von 1727 bis 1732 errichtet worden ist und 1500 Buddhafiguren enthält[6]
- Da Zhao-Tempel, das älteste Gebäude der Stadt[7]

## Verkehr
Hohhot verfügt über zwei Bahnhöfe, den Bahnhof Hohhot und den Bahnhof Hohhot Ost. Die Stadt ist mit der Bahnstrecke Peking–Baotou und der Schnellfahrstrecke Hohhot-Zhangjiakou an das chinesische Schienennetz angeschlossen.
Die U-Bahn Hohhot wurde Ende 2019 mit der Eröffnung ersten Linie in Betrieb genommen. Ein Ausbau auf fünf Linien mit 155 Kilometern Gesamtlänge wurde im Jahre 2015 mit dem Ziel genehmigt, dass der öffentliche Verkehr am Gesamtverkehr in Hohhot im Jahre 2020 einen Anteil von 50 % hat, und die U-Bahn einen Anteil von 15 %. Im Jahre 2018 wurden die Ausbaupläne jedoch verworfen und nur zwei Linien werden realisiert.
Die Autobahn Peking–Lhasa bzw. Peking-Ürümqi, die Nationalstraße 110 und 209 binden Hohhot an das Fernstraßennetz an.
Der Flughafen Hohhot verbindet die Region mit zahlreichen Städten in China und einigen internationalen Zielen. Ein neuer Flughafen in 30 km Entfernung von der Stadt ist per Anfang 2020 im Bau.

## Söhne und Töchter der Stadt
- Zhang Hai’ou (* 1984), Pianist
- Yang Song (* 1985), Komponistin
- Liu Xiangrong (* 1988), Kugelstoßerin
- Tergel (* 1997), Tennisspieler
- Han Mei (* 1998), Eisschnellläuferin

## Bilder

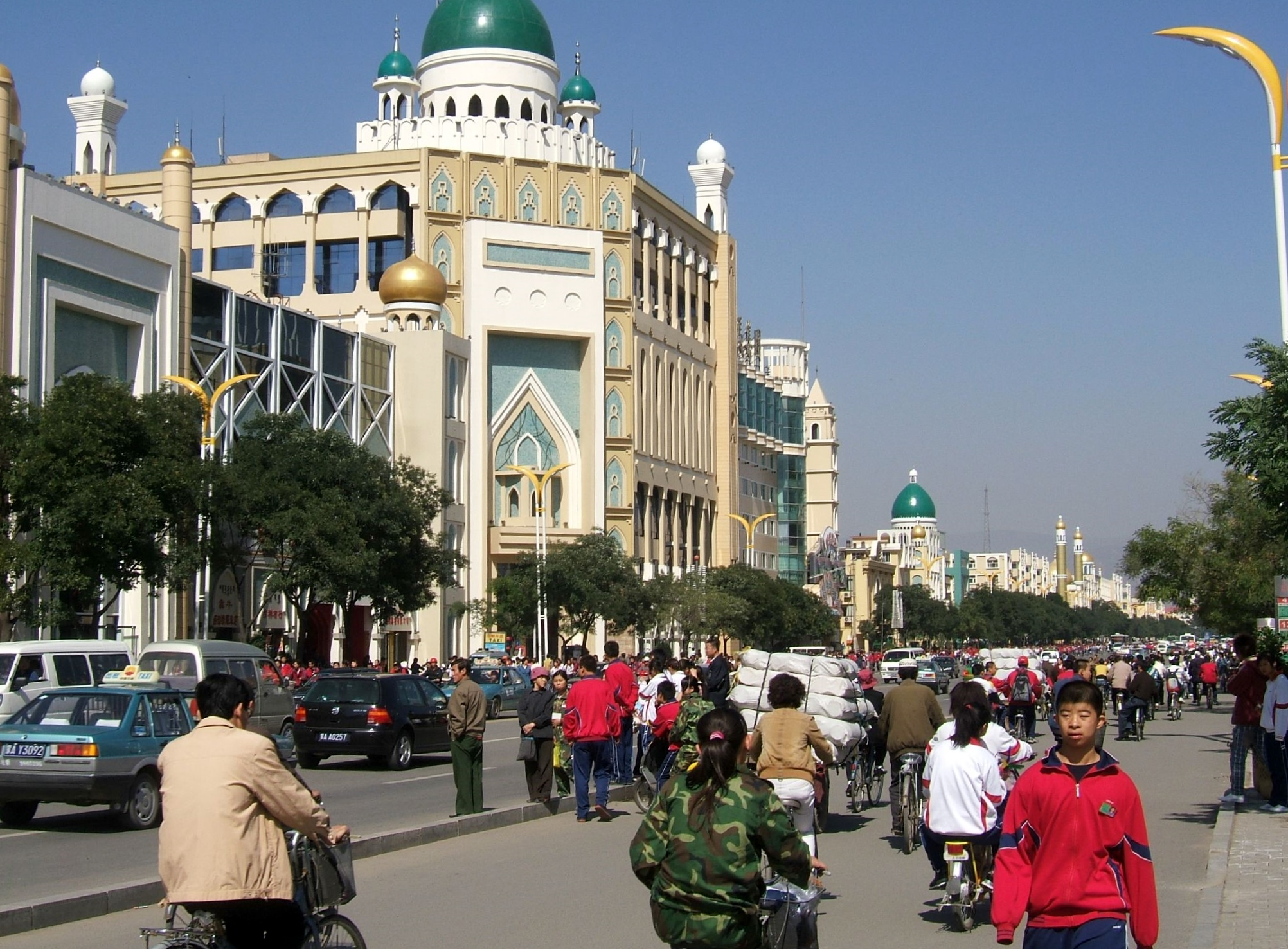
Muslimisches Viertel
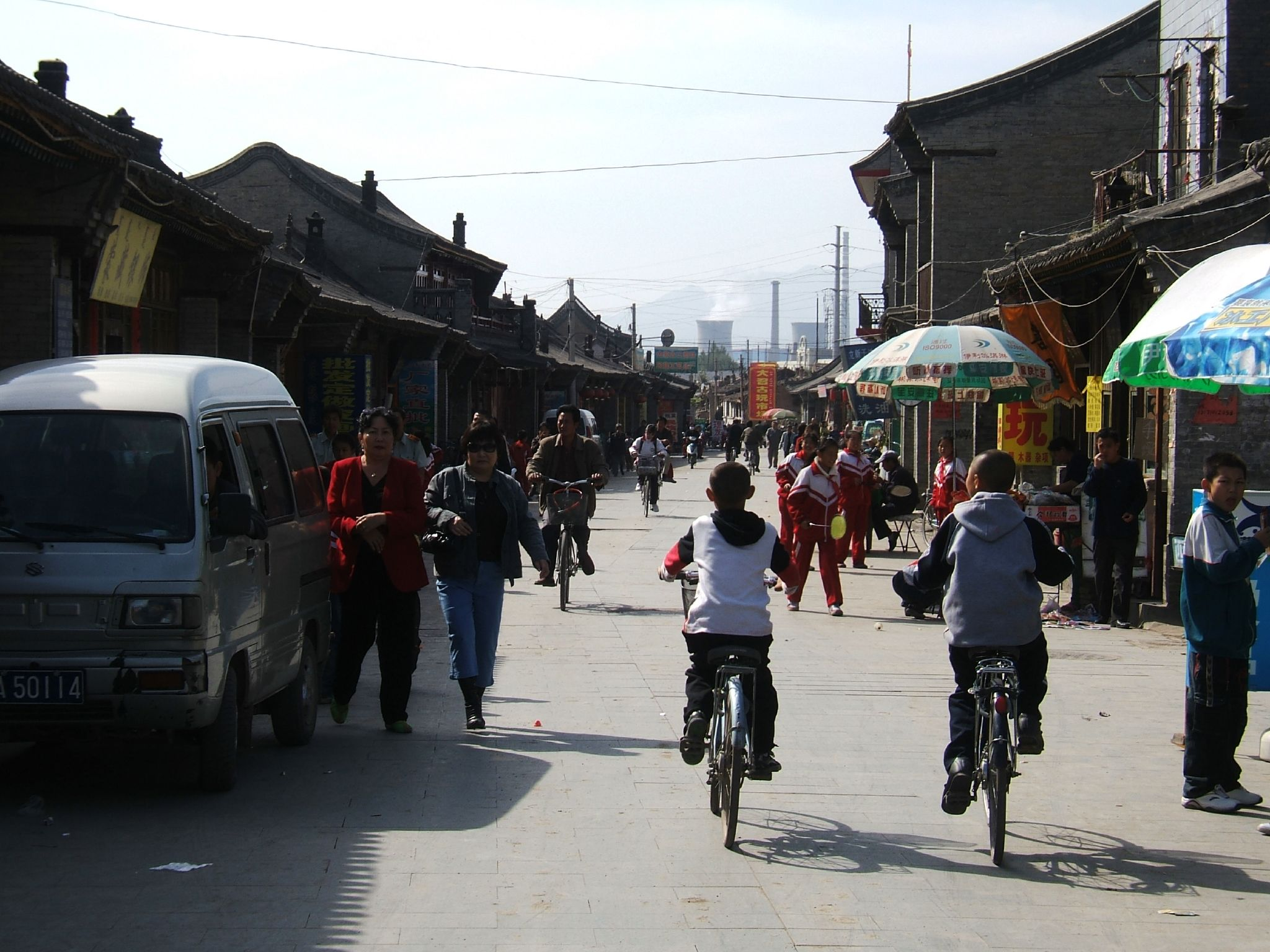
Altstadt
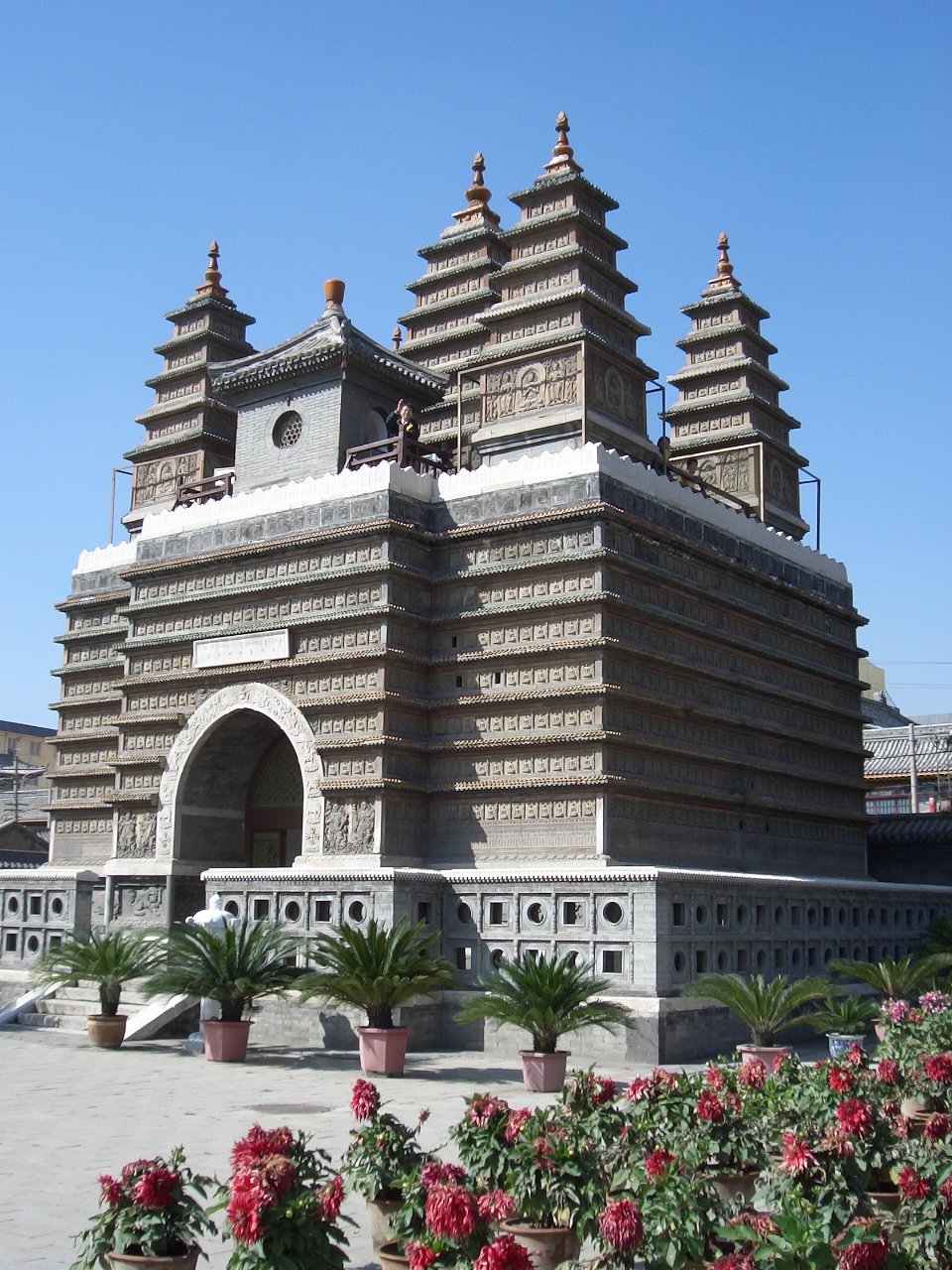
Tempel der fünf Pagoden